# Aparato faríngeo

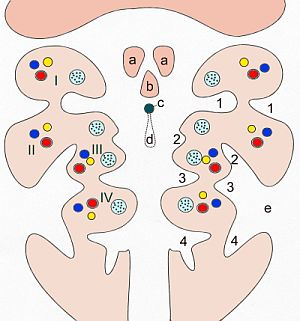
Patrón de los arcos faríngeos. Arcos faríngeos I-IV, 1-4 bolsas faríngeas (interior) y/o surcos faríngeos (exterior)
a Tubérculo lateral
b Tubérculo impar
c Foramen cecum
d Conducto tirogloso
e Seno cervical

El aparato faríngeo, también conocido como aparato branquial es un sistema de estructuras embrionarias que participan en la formación de la cabeza y el cuello durante el período embrionario.
El aparato faríngeo está compuesto por:
1. Arcos faríngeos o branquiales.
2. Bolsas faríngeas.
3. Hendiduras o surcos faríngeos.
4. Membranas faríngeas.

Los arcos faríngeos inician su desarrollo a comienzos de la cuarta semana a partir de las células de la cresta neural que migran hacia las futuras regiones de la cabeza y el cuello.
Un arco faríngeo típico contiene un arco aórtico, un cilindro cartilaginoso, un componente muscular y un nervio.